# Петровка (Кемеровская область)
Петро́вка — деревня в Мариинском районе Кемеровской области. Входит в состав Красноорловского сельского поселения.

## География
Центральная часть населённого пункта расположена на высоте 166 метров над уровнем моря.

## Население
По данным Всероссийской переписи населения 2010 года, в деревне Петровка проживает 139 человек (68 мужчин, 71 женщина).

## Известные жители и уроженцы
- Юткина, Анна Кондратьевна (1894—1983) — Герой Социалистического Труда.
- Круппа, Павел Иванович (1931-2014) – заместитель генерального директора МНТК «Механобр» (1986–1991), кандидат технических наук.